# Konrad Starke
Pour les articles homonymes, voir Starke.
Emil Konrad Starke, né à Leuben (Oschatz, royaume de Saxe) le 27 septembre 1870 et mort à Paris 14e le 21 janvier 1911, est un artiste peintre allemand, également graveur et illustrateur, rattaché au courant Jugendstil, qui fit notamment carrière en Belgique et en France.

## Biographie
Fils de Lina Elise Goetz et de Gutav Adolf Starke, établis à Dresde dans les années 1880, le jeune Konrad entreprend des études d'art dans l'académie de cette ville, avec pour professeurs le peintre Hugo Bürkner (de) (1818-1897) et le peintre-graveur et sculpteur Ernst Moritz Geyger (en).
Konrad Starke commence par produire des eaux-fortes, vers 1891, et expose à la Sécession de Munich, recevant deux médailles d'argent en 1892 et 1893 pour ses estampes. Puis il expose dès 1893 à la Sécession de Dresde. Il se met à la lithographie en 1896-1897. Il représente des portraits et des paysages, utilisant un trait puissant et expressif. Il décroche une bourse de voyage et part étudier à Paris, à l'Académie Julian. Il revient vivre entre Dresde et Munich et entame alors une production de peintures et de dessins. 
Ses travaux sont reproduits dans Jugend (1897-1901), Simplicissimus (mai 1896), Der Sächsische Kunstverein (1897) et Die Kunst für Alle (avant 1901). Il illustre également quelques ouvrages littéraires publiés en Allemagne.
Vers la fin des années 1890, il s'établit à Bruxelles, puis à Ternat, et participe aux expositions du groupe Le Sillon.
En 1900 et 1901, il expose à New York des aquarelles,. 
En 1904, il expose à Paris pour la première fois, au salon de la Société nationale des beaux-arts, trois peintures, inspirées des paysages et des habitants du littoral flamand. Il revient à ce salon l'année suivante, avec deux peintures. 
En 1906, il participe au salon d'Automne, exposant six peintures, un mélange de paysages et de portraits. Il revient à ce salon l'année suivante, avec trois peintures et un dessin. 
Le salon de la Nationale l'accueille à nouveau en 1908, avec cette fois quatre portraits à l'eau-forte. La même année, il revient au salon d'Automne, avec un nu féminin peint et une gravure. Au salon d'Automne de 1909, il expose entre autres un paysage marin breton. Il revient à ce même salon en 1910 avec deux paysages peints inspirés de Courcelle, près de Saint-Rémy-lès-Chevreuse, où il possède un atelier.
Konrad Starke meurt soudainement le 21 janvier 1911 à son domicile parisien, au 27 bis avenue du Parc-Montsouris, qu'il occupait depuis 1907 avec son épouse, la peintre Charlotte Rogers (1852-1914) — il est possible qu'elle soit américaine : elle est signalée comme exposante aux Indépendants en mars 1912, en compagnie de Lyonel Feininger.
Durant les salons de la Nationale et d'Automne en 1911, un hommage est rendu à Starke, sous la forme d'une double rétrospective. En 1913, la galerie Boutet de Monvel (Paris 6e) expose ses peintures et gravures, publiant un catalogue rédigé par Jean-Paul Dubray, avec des témoignages de Guillaume Apollinaire et Félix Fénéon.
Konrad Starke aura eu au moins un élève en lithographie, Otto Fischer.

## Œuvre
La production artistique de Konrad Starke, allant de 1891 à 1910, est à ce jour très mal connue. Elle comprend des eaux-fortes (dont des ex-libris), des lithographies, des huiles sur toile, des aquarelles et des dessins au pastel.

### Collection publique
- La Fille de l'aveugle, fusain sur papier, 87 x 70 cm, Stockholm, Nationalmuseum[15].

### Livres illustrés
- Karl Wilhelm Müller, Beim Einsiedler : Bildliche Darstellung, Dresde, Sächsischer Kunstverein, 1897.
- W. E. Stephan, Treue um Treue. Geschichtliche Erzählung, Dresde, Alexander Köhler, 1907.

## Galerie

Quelques images de Konrad Starke
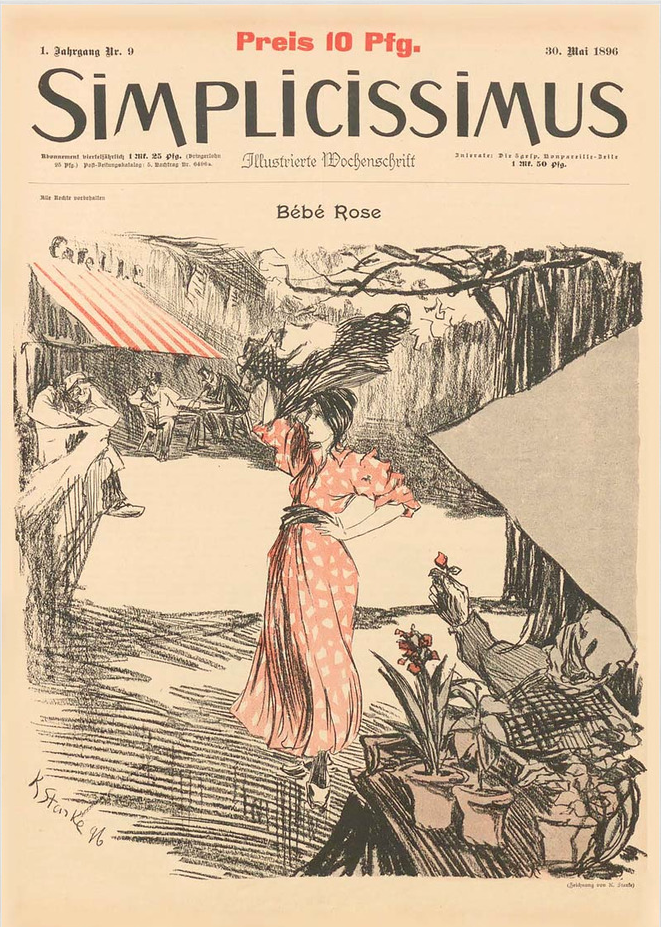
Bébé Rose, couverture de Simplicissimus, mai 1896
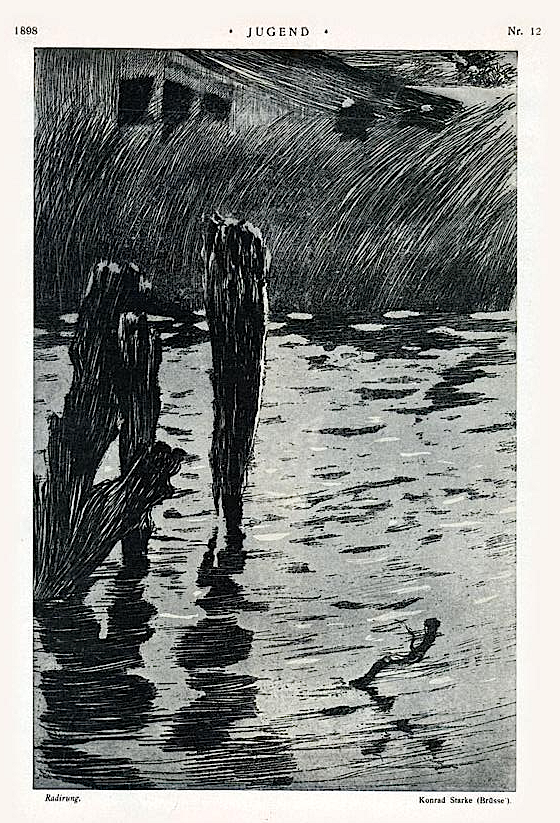
Eau-forte (1898)
La Fille de l'aveugle, fusain, s.d.
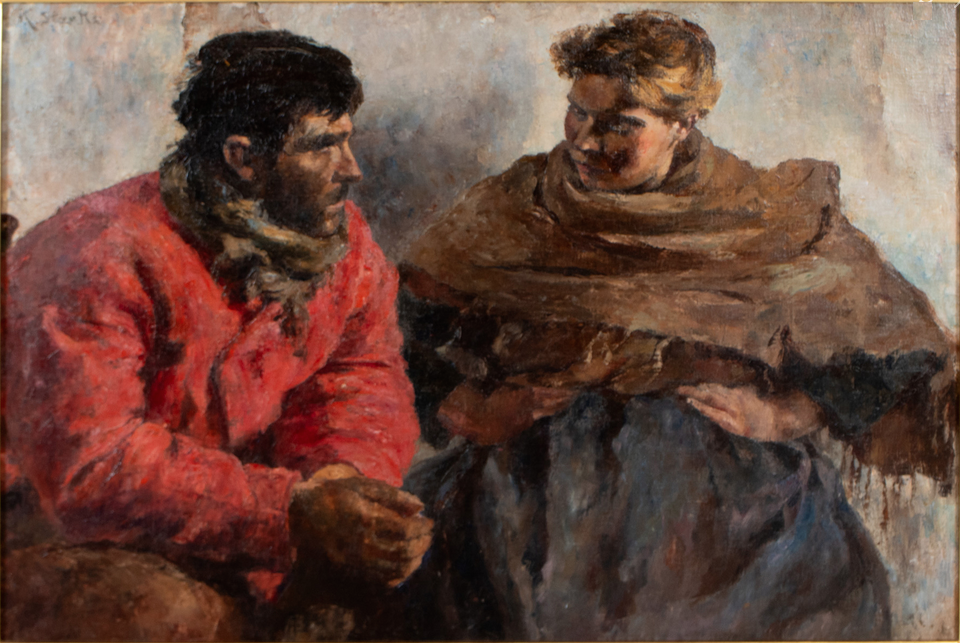
Couple de pêcheurs flamands, huilte sur toile, s.d.
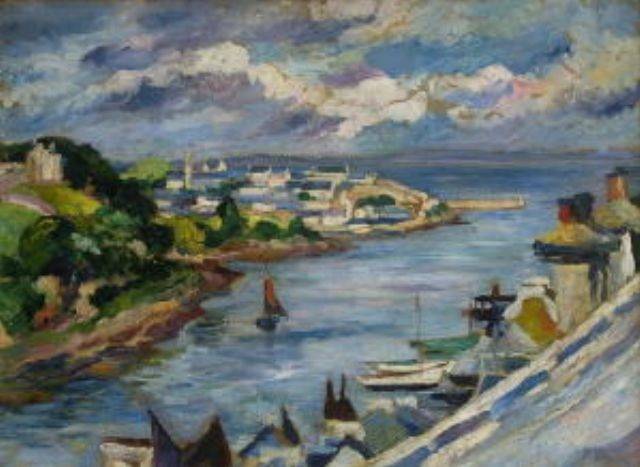
Baie de Douarnenez, huile sur toile, s.d.